# Das System – Alles verstehen heißt alles verzeihen
Das System – Alles verstehen heißt alles verzeihen ist der Debüt-Spielfilm von Regisseur Marc Bauder. Der Film wurde am 20. Januar 2011 auf dem Max Ophüls Filmfestival in Saarbrücken vorgestellt, die Fernsehpremiere war am 12. Januar 2012 in der Reihe Das kleine Fernsehspiel im ZDF.

## Handlung
Der Ex-Stasi-Mitarbeiter und Devisenbeschaffer Konrad Böhm lädt den Kleinkriminellen Mike als seinen Assistenten ein. Mike ist der Sohn seines damaligen „besten Freundes“ bei der Stasi, welcher anscheinend bei einem Unfall ums Leben kam. Böhm möchte beim Pipeline-Bau von Russland nach Europa mitverdienen und bringt systematisch seine Konkurrenten zu Fall, doch für größere Projekte wird er nicht zugelassen.
Mike erfährt immer mehr von der Vergangenheit seiner Eltern als Stasi-Mitarbeiter, sein Vater scheint ermordet worden zu sein. Seine Mutter möchte schließlich alles der Polizei schildern.

## Kritik
„Bei seinem Fiktion-Debüt hat sich Dokumentarfilmer Marc Bauder mutig auf ein hierzulande wenig gepflegtes Feld begeben: Das Polit- & Wirtschaftsdrama, das auf Recherche & Fakten beruht. Mit Figuren, die als Miniaturen in der fiktionalen Erzählung ebenso funktionieren wie als ‚Stellvertreter‘ für die Handlungen realer Personen, ohne dass sie schlichte Kopien wären.“

## Auszeichnungen (Auswahl)
2012 erhielt Bernhard Schütz für seine Nebenrolle eine Nominierung für den Deutschen Filmpreis. Marc Bauder wurde mit dem CineStar-Preis auf dem Filmkunstfest Mecklenburg-Vorpommern geehrt.